# Nun (Hebräisch)

Nun

Schluss-Nun

Nun (נון) ist der vierzehnte Buchstabe im Hebräischen Alphabet. Der Name des Buchstabens hat gleichzeitig  den Zahlenwert 50. Steht der Buchstabe am Schluss eines Wortes, wird er als Finalbuchstabe anders geschrieben. Diese Schreibweise wird manchmal für den Zahlenwert 700 verwendet.
In der (verwandten) aramäischen Sprache hat das Wort Nun die Bedeutung von „Schlange“, zurückgehend auf das entsprechende phönizische Symbol in der ägyptischen Hieroglyphenschrift.

## Geschichte
Das hebräische Nun hat den gleichen historischen Hintergrund wie das phönizische Nun, aus dem das griechische Ny, das lateinische N und das arabische Nūn hervorgingen (siehe auch protosinaitische Schrift).

## Beispiele
- נתן Nathan („Geschenk“)
- נח Noach
- נעמי Noemi („die Angenehme, Liebliche“)

## Zeichenkodierung
|                   | Nun               | Schluss-Nun             |
| ----------------- | ----------------- | ----------------------- |
| Unicode Codepoint | U+05e0            | U+05df                  |
| Unicode-Name      | HEBREW LETTER NUN | HEBREW LETTER FINAL NUN |
| HTML              | &#1504;           | &#1503;                 |
| ISO 8859-8        | 0xf0              | 0xef                    |